# Barys Astana
HC Barys Astana é um clube de hóquei no gelo profissional cazaque sediado em Astana. Eles são membros da Liga Continental de Hockey.

## História
Fundando originariamente em 1999 pelo conselho citadino de Astana, quando ingressaram em ligas regionais como um time semiprofissional.
São membros da Liga Continental de Hockey desde a temporada 2011-2012.